# Si je n'étais pas moi
Si je n'étais pas moi est le troisième album de Miss Dominique sorti en juin 2009. L'album rentre à la 135e place des ventes la 1re semaine pour en sortir 8 jours plus tard à la 188e place 2 semaines au total classé dans le Top Singles France.

## Liste des titres
1. Vivre la vie (reprise de Kelly Joyce)
2. Comprendre les hommes
3. C'est Trop
4. chacun son petit bout d'étoile
5. Toi, moi et ton autre
6. Mon rêve
7. Les 5 doigts d'une main
8. Le poids de ma différence
9. Seule sous les projecteurs
10. Si je n'étais pas moi
11. Je vous dis merci
12. L'amour efface la Haine